# 玉山蝇子草
玉山蠅子草（學名：Silene morrisonmontana）是石竹科蝇子草属的植物，为台灣特有植物。多年生草本，高10-15cm。分布在台湾等地，生长于海拔3,100米至3,400米的地区，多生于岩石缝以及砾石堆，目前尚未由人工引种栽培。

## 异名
- Silene morrisonmontana (Hayata) Ohwi et Ohashi var. glabella (Ohwi) Ohwi et Ohashi